# آب‌انبار سینه
آب‌انبار سینه مربوط به متاخر دوران‌های تاریخی پس از اسلام است و در شهرستان خواف، بخش سنگان، روستای بر آباد واقع شده و این اثر در تاریخ ۱۷ مرداد ۱۳۸۳ با شمارهٔ ثبت ۱۱۰۳۸ به‌عنوان یکی از آثار ملی ایران به ثبت رسیده است.